# Lauren Lapkus
Lauren Lapkus, född 6 september 1985 i Chicago, är en amerikansk skådespelare.
Lapkus har bland annat medverkat i filmerna Jurassic World från 2015, The Wrong Missy från 2020 och The Out-Laws från 2023.

## Filmografi (i urval)
- 2013–2019 – Orange Is the New Black (TV-serie)
- 2015 – Jurassic World
- 2018 – The Unicorn
- 2020 – The Wrong Missy
- 2023 – The Out-Laws